# Janez Janžekovič
Janez Janžekovič (4. března 1901, Zagojiči – 9. března 1988, Lublaň) byl slovinský římskokatolický kněz, teolog a filosof.
V letech 1933-1941 přednášel filosofii na Visoki bogoslovni šoli v Mariboru.